# Alma Zadić
Alma Zadić (Tuzla, 24 maggio 1984) è un'avvocata e politica austriaca dei Verdi, ministro della giustizia dal 7 gennaio 2020 al 3 marzo 2025.

## Biografia
A 10 anni, nel 1994, la famiglia Zadić abbandona la Bosnia Erzegovina in guerra e trova rifugio a Vienna. 
Zadić è stata descritta come musulmana, ma lei stessa nega qualsiasi affiliazione religiosa.
Zadić studia all'Università di Vienna e all'Università Cattolica del Sacro Cuore di Piacenza prima di ottenere una borsa di studio Fulbright per un diploma post laurea in giurisprudenza presso la Columbia University di New York. Da studente, ha lavorato come giurista per l'Organizzazione internazionale per le migrazioni (IOM) a Vienna e come tirocinante presso il Tribunale penale internazionale per l'ex Jugoslavia all'Aja. È stata anche una giocatrice professionista di pallavolo e preparatrice di fitness.
Prima di entrare in politica, Zadić ha lavorato per sei anni per l'ufficio di Vienna dello studio legale multinazionale Freshfields Bruckhaus Deringer di Londra, specializzato in questioni relative ai diritti umani.

## Carriera politica
Zadić si è candidata per I Verdi alle elezioni parlamentari in Austria del 2019 ed è stata eletta al Nationalrat.
Il 7 gennaio 2020, Zadić, insieme ad altri tre ministri dei Verdi, ha prestato giuramento al presidente austriaco Alexander Van der Bellen per servire nel governo di coalizione di Sebastian Kurz come ministra della Giustizia ai sensi dell'accordo di coalizione tra l'ÖVP di Kurz e i Verdi, guidati da Werner Kogler che è vice cancelliere.